# Симинович, Луис
Лу Симинович (англ. Louis «Lou» Siminovitch — Луис Симинович, фр. Louis Siminovitch — Луи Симинович; 15 мая 1920, Монреаль, Канада — 6 апреля 2021) — канадский молекулярный биолог, генетик.

## Биография
Родился 15 мая 1920 в Монреале в семье выходцев из России.
Получил образование в Университете Макгилла в Монреале (M.Sc. в химии в 1941 и Ph.D. в химии в 1944).
Изучал генетику мышечных дистрофий и муковисцидоза. Один из организаторов программы изучения генетики рака в Онтарио.
Затем стажировался в Институте Пастера в Париже под руководством будущих нобелевских лауреатов Андре Львова и Жака Моно, с 1953 года — в Медицинской исследовательской лаборатории Коннота (англ. Connaught Medical Research Laboratories) в Торонто, а с 1956 по 1985 год работал в Университете Торонто.
Совместно с Андре Львовым и Нильсом Келльгором открыл индуктивное действие ультрафиолетового излучения на выделение бактериофага и роль последнего в гибели клетки, что привело к использованию лизогении в молекулярном анализе.
Принял участие в организации Отделения генетики в детском госпитале Сиккидс в Торонто, заняв позицию главного генетика, и работал там с 1970 по 1985 год. С 1983 по 1994 занимал должность директора исследований в Исследовательском институте Луненфельда в госпитале «Маунт Сайнай» в том же городе.
В 1978 году получил почетную степень D.Sc. двух канадских университетов: Мемориального университета Ньюфаундленда и Университета Макмастера.
Соавтор полутора сотен научных публикаций (в том числе, со своим двоюродным дядей, нобелевским лауреатом Андре Львовым и с Жаком Моно).

### Семья
- Жена — Элинор Симинович (Elinore Siminovitch, 1923—1995), канадский драматург.[7]
  - Дочь — Кэтрин Симинович (Katherine A. Siminovitch) — молекулярный биолог, заведующая лабораторией и отделением медицинских геномных исследований в научно-исследовательском институте больницы «Маунт Сайнай» в Торонто.[8][9]

## Награды, премии, другие отличия
- 1941 — Anne Molson Prize в области химии
- 1965 — член Королевского общества Канады
- 1967 — Centennial Medal, Canada
- 1977 — Queen Elizabeth II Jubilee Silver Medal
- 1978 — Медаль Флавеля[англ.]
- 1980 — Офицер Ордена Канады
- 1980 — член Лондонского королевского общества[10]
- 1981 — Gairdner Foundation Wightman Award[англ.]
- 1981 — Izaac Walton Killam Memorial Prize
- 1988 — Компаньон Ордена Канады
- 1997 — введён в Канадский зал медицинской славы[англ.][11]
- 1999 — иностранный член Национальной академии наук США[12][13]
- Почетный доктор нескольких канадских университетов.

## Память
Именем Лу Симиновича и его жены названа присуждаемая с 2001 года канадская театральная премия (Театральная премия Симиновичей) с премиальным фондом в 100000 долларов.